# Anchorman: The Legend of Ron Burgundy
Anchorman: The Legend of Ron Burgundy (bra: O Âncora: A Lenda de Ron Burgundy; prt: O Repórter: A Lenda de Ron Burgundy) é um filme estadunidense de 2004, do gênero comédia, dirigido por Adam McKay, com roteiro dele e Will Ferrell.
O filme é feito em tom de gozação sobre a cultura da década de 1970, particularmente do novo formato Action News. Ela retrata uma estação de TV de San Diego, onde existe confrontos do personagem título de Ferrell com seu novo homólogo feminino. Este filme é o número 100 em 100 filmes mais engraçados do Bravo, número 6 no top 100 filmes de comédia de Time Out de todos os tempos e 113 das 500 Melhores Filmes de Todos os Tempos da Empire.
O filme fez US$28,4 milhões no seu fim de semana de abertura, e $90.6 milhões em todo o mundo em seu total no cinema. Um filme companheiro montado a partir de outtakes e subtramas abandonadas, intitulado Wake Up, Ron Burgundy: The Lost Movie, foi lançado direto para o DVD no final de 2004. A sequência, Anchorman 2: The Legend Continues, foi lançado em 18 de dezembro de 2013.

## Sinopse
Em plena década de 70, Ron Burgundy (Will Ferrell) é um dos mais famosos ancoras de telejornais de San Diego até que se sente ameaçado pela jovem e ambiciosa Verônica (Christina Applegate), com quem divide a bancada do telejornal. Os dois, que tiveram um rápido caso, vivem agora em estado de guerra.

## Elenco
- Will Ferrell como Ron Burgundy, o cinco vezes (local) jornalista premiado pelo Emmy Award e principal âncora para o fictício KVWN Channel 4 News Team 1964-1977. Ele é arrogante, egoísta, superficial, misógino, narcisista e pretensioso, mas sempre confiante e bem-vestido. Ele adora poesia, um copo de uísque, e seu cão, Baxter.
- Christina Applegate como Veronica Corningstone; de Asheville, Carolina do Norte, ela é ambiciosa para se tornar uma âncora de rede e quer ser levada a sério na redação dominada por homens.
- Paul Rudd como Brian Fantana, o elegante e sexuado repórter de campo para o jornal da KVWN. Ele também é arrogante e egoísta, mas parece superestimar suas qualidades pessoais.
- Steve Carell como Brick Tamland, o meteorologista para a equipe de reportagem KVWN que tem o hábito de fornecer informações não solicitadas ou irrelevante. Tamland é de bom coração e leal, mas não muito brilhante, tendo um QI de 48. Tamland é um inocente desviado pelo resto do grupo.
- David Koechner como Champion "Champ" Kind, o apresentador de esporte da KVWN. Ele é o membro mais chauvinista da equipe de reportagem. John C. Reilly foi originalmente escalado para fazer Champ mas teve que sair devido ao trabalho em O Aviador.
- Chris Parnell como Garth Holliday, assistente de Ed na KVWN. Ron Burgundy é o seu herói. A equipe de reportagem freqüentemente ignora ele, embora seu principal trabalho na estação parece estar mantendo os longe de problemas.
- Fred Armisen como Tino, o dono do restaurante que Ron freqüenta.
- Kathryn Hahn como Helen, um membro do pessoal da KVWN.
- Fred Willard como Edward "Ed" Harken, o diretor de notícias da KVWN, que faz um bom trabalho de gerenciar a notícia, mas não tanto de gerenciar seu filho, pois ele está constantemente atendendo telefonemas abordando o último incidente, que seu filho tem causado.
- Vince Vaughn como Wes Mantooth, o âncora principal do concorrente KQHS Channel 9 Evening News Team e principal rival de Burgundy.

Participações
- Danny Trejo como bartender
- Jack Black como motociclista
- Judd Apatow como empregado da estação de notícias
- Paul F. Tompkins como apresentador da competição da exposição de gatos
- Jay Johnston como empregado da Eyewitness News Team
- Adam McKay como a porteiro
- Tim Robbins como âncora da Public News
- Jimmy Bennett como Tommy
- Luke Wilson como Frank Vitchard, um âncora competindo cuja estação, Channel 2, é o terceiro na classificação.
- Ben Stiller como Arturo Mendez (âncora de língua espanhola)
- Seth Rogen como Scotty, o cameraman
- Missi Pyle como guarda do zoo
- Narração:
  - As cenas de abertura e de encerramento são narrados pelo veterano âncora de notícias da CBS em Chicago, Illinois (WBBM-TV) Bill Kurtis.

## Produção
Apesar de Anchorman ser definido em San Diego, a real San Diego é visto apenas em fotos-modernas tomadas aéreas breves que incluem vários edifícios no centro de San Diego, que ainda não foram construídas ou abertas durante a década de 1970. De acordo com as notas de produção oficiais e "making of" documentário (ambos incluídos no DVD), Anchorman foi filmado em Los Angeles, Glendale, e Long Beach em conjuntos que foram feitos para olhar como San Diego durante a década de 1970.
O roteiro de Anchorman foi inspirado em um programa de TV visto por Will Ferrell, em que Jessica Savitch falava sobre como um de seus companheiros de bancada de telejornal eram machistas. A 1ª versão do roteiro tinha várias sugestões de atores para determinados personagens de Anchorman. Entre eles estavam William H. Macy, Dan Aykroyd, John C. Reilly, Ed Harris e Alec Baldwin. O filme inicialmente era centrado em torno dos repórteres rastrear um grupo indescritível desajeitado de ladrões de banco hippie conhecido como "The Alarm Clock". Esta versão do filme foi recebido com os resultados dos testes pobres, e uma parcela significativa do filme foi re-escrito e re-gravado para substituir The Alarm Clock com a história atual. A versão original The Alarm Clock foi re-editado, juntamente com takes alternativos de cenas existentes, em um filme diretamente em vídeo separado intitulado Wake Up, Ron Burgundy: The Lost Movie. Foi lançado diretamente em DVD em 28 de dezembro de 2004.
A aparência física do personagem Ron Burgundy foi modelado no âncora de notícias da vida real Harold Greene, que trabalhou em KCST-TV e KGTV em San Diego, CA, durante meados dos anos 1970.

### Música
A trilha sonora do filme foi composta por Alex Wurman. A trilha sonora de compilar as músicas utilizadas no filme foi lançado em 9 de julho de 2004. A "flauta jazz" solo ouvida no filme é interpretado por Katisse Buckingham, uma base de estúdio de Los Angeles do músico.

## Recepção

### Bilheteria
Anchorman: The Legend of Ron Burgundy arrecadou $85,288,303 em América do Norte, e $5,285,885 em outros territórios, para um total mundial de $90,574,188. Na América do Norte, o filme estreou no número dois em seu primeiro fim de semana, com $28,416,365, atrás de Spider-Man 2. Em seu segundo fim de semana, o filme caiu para número três nos Estados Unidos, arrecadando um adicional $13,849,313. Em seu terceiro fim de semana, o filme caiu para o número seis nos Estados Unidos, arrecadando $6,974,614. Em sua quarta final de semana, o filme caiu para número nove, nos Estados Unidos, arrecadando $3,132,946.

### Resposta da crítica
Anchorman: The Legend of Ron Burgundy recebeu críticas positivas dos críticos. Rotten Tomatoes dá ao filme uma pontuação de 66%, com base em 197 comentários, com uma classificação média de 6.5/10. O consenso do site diz: "Cheio de bobagens inspiradas e falas citáveis, Anchorman não é a comédia mais consistente no mundo, mas o desempenho central bufão de Will Ferrell ajuda a manter este retrato de um jornalista sem noção de ir fora dos trilhos". Outro site Metacritic, que atribui uma classificação normalizada de 100 comentários de topo de críticos convencionais, calcula uma pontuação de 63 com base em 38 comentários.

## Home media
Anchorman: The Legend of Ron Burgundy foi lançado em DVD e VHS em 28 de dezembro de 2004. Foi lançado em Blu-ray em 15 de março de 2011.

## Sequência
A sequência, intitulada Anchorman 2: The Legend Continues, foi lançado em 20 de dezembro de 2013. Adam McKay, o diretor do primeiro filme, retornou como diretor. O elenco principal, incluindo Will Ferrell, Steve Carell, Paul Rudd, David Koechner, e Christina Applegate reprisaram seus personagens. Novo elenco incluído Meagan Good, James Marsden e Kristen Wiig.